# U-314
U-314 — средняя немецкая подводная лодка типа VIIC времён Второй мировой войны.

## История
Заказ на постройку субмарины был отдан 25 августа 1941 года. Лодка была заложена 9 июня 1942 года на верфи Флендер-Верке, Любек, под строительным номером 314, спущена на воду 17 апреля 1943 года. Лодка вошла в строй 10 июня 1943 года под командованием капитан-лейтенанта Георга-Вильгельма Бассе.

### Флотилии
- 10 июня — 31 декабря 1943 года — 8-я флотилия (учебная)
- 1 января — 30 января 1944 года — 11-я флотилия

### История службы
Лодка совершила 2 боевых похода, успехов не достигла. Потоплена 30 января 1944 года в Баренцевом море к юго-востоку от острова Медвежий, Норвегия, в районе с координатами 73°41′ с. ш. 24°30′ в. д., глубинными бомбами с британских эсминцев HMS Whitehall и HMS Meteor. 49 погибших (весь экипаж).